# Championnat d'Afrique masculin de volley-ball 1976
Navigation
Championnat d'Afrique 1971 Championnat d'Afrique 1979
Le 3e championnat d'Afrique masculin de volley-ball s'est déroulé en avril 1976 à Tunis, Tunisie. Il a mis aux prises les huit meilleures équipes continentales.

## Équipes engagées
- République populaire du Congo
- Côte d'Ivoire
- Égypte
- Madagascar
- Maroc
- Sénégal
- Tunisie (deux équipes)

## Classement final
| Place              | Équipe                        |
| ------------------ | ----------------------------- |
| Médaille d'or      | Égypte                        |
| Médaille d'argent  | Tunisie                       |
| Médaille de bronze | Maroc                         |
| 4                  | Sénégal                       |
| 5                  | Madagascar                    |
| 6                  | Côte d'Ivoire                 |
| 7                  | Tunisie                       |
| 8                  | République populaire du Congo |